# Държавна агенция по туризъм
Държавната агенция по туризъм (ДАТ) е българска държавна институция на пряко подчинение на Министерския съвет от 2005 г. Преди това отрасъл туризъм е администриран от държавата и чрез други учреждения: министерство, комитет, (главна) дирекция в министерство.
Държавната агенция по туризъм е закрита през септември 2009 г. Чрез промени в Закона за туризма се прехвърля отговорността за управлението на отрасъла към Министерството на икономиката, енергетиката и туризма.

## Структура
Председател и заместник-председатели.
Списък на председателите:
- Бисер Ялъмов (28 август 2004 – 30 октомври 2005)
- Марио ал-Джибури (9 февруари 2006 – 19 декември 2006)
- Анелия Крушкова (1 февруари 2007 – 2009)

Заместник-председатели:
- Станислав Райнов Новаков
- Христо Иванов Христов
- Стела Балтова